# Рогуди Векио
Рогуди Векио је насеље у Италији у округу Ређо ди Калабрија, региону Калабрија.
Према процени из 2011. у насељу је живело 76 становника. Насеље се налази на надморској висини од 470 м.